# Hamptjärnen (Töre socken, Norrbotten, 735199-181628)
Hamptjärnen är en sjö i Kalix kommun i Norrbotten och ingår i Kalixälvens huvudavrinningsområde.